# Töregene Khatun
Töregene Khatun eller Torehene, också kallad Turakina, död 1246, var kejsarinna och sedan regent i Mongolriket. Hon var Ögedeis andra hustru. När maken blev allt mer oförmögen att utöva sin makt på grund av för mycket alkoholkonsumtion tog hon över hans regeringsplikter. Hon var formellt sett Mongolrikets regent från sin makes död 1241 fram till att hennes son valdes till nästa khan år 1246. 

## Biografi
Töregene föddes in i den nomadiska Naiman-stammen i nuvarande Mongoliet. Hon giftes bort till Merkiterna, men när Djingis Khan besegrade dem år 1204 gav han Töregene till sin son Ögödei som hans andra hustru. Töregene kom att föda fem söner. Efter Djingis Khans död blev Ögödei korad till hans andra efterträdare 1229, och Töregene blev kejsarinna. 
Med tiden kom Töregene att vinna mer och mer inflytande i Ögödeis hov, där hon motsatte sig den officiella politiken med centraliserad administration och sänkt skattetryck. Töregene sponsrade nytryckning av den Taoistiska kanon i norra Kina. 

### Regentskap
Efter Ögödeis död 1241 övergick makten först till Moqe, en av Djingis Khans fruar, men Töregene övertog fullständig makt som regent under våren 1242 som Storkhatun (den kvinnliga motsvarigheten till titeln Storkhan), och avskedade hennes avlidne makes ministrar och ersatte dem med sina egna. Den viktigaste av dem var en annan kvinna, Fatima, en tadzjikisk eller persisk fånge från mongolernas erövringar i Mellanöstern. 
Töregene hade vänskapliga förbindelser med Ögödeis befälhavare i Kina, som vid den tiden krigade mot Songdynastin. Töregene skickade sändebud för att förhandla fred, men Song-trupperna fängslade dem. Mongolerna tog över staden Hangzhou och invaderade Sichuan-provinsen 1242. Hon beordrade sedan en attack mot Songdynastin. När de plundrade Song-territoriet skickade Song en delegation för att förhandla eldupphör, som mongolerna accepterade.
En koalition av trupper bestående av Seljduker från nuvarande Iran, tillsammans med trupper bestående av armenier, greker, och syrier, attackerade mongolerna för att få stopp på mongolernas räder i deras riken. Men mongolerna krossade dem i slaget vid Köse Dağ 1243. Efter det slaget förklarade den förlorande sidan snabbt sin trohet till mongoliska riket styrt av Töregene. Det mongoliska riket sträckte sig då från Korea i öst till Kiev och Turkiet i väst.
Töregene hade makten i ett samhälle som traditionellt leddes endast av män. Hon lyckades att balansera olika konkurrerande krafter inom riket, och även bland de ärelystna ättlingarna till Djingis Khan, under en period på 5 år då hon inte bara styrde riket, utan också lade grunden för kröningen av hennes son Güyük till Storkhan.
Mongolerna utövade polygami. Ögedeis favoritson hade varit Kochu, som var han fått genom en annan hustru, och han hade utnämnt Kochus son Siremun att efterträda honom efter Kochus plötsliga död i Kina 1237. Töregene motsatte sig valet till förmån för Güyük, men trots det enorma inflytande hon hade på Ögedei kunde hon inte förmå honom att ändra sitt val före hans död. Hon lyckades dock uppnå sitt mål genom list. Hon utsåg sina favoriter till höga positioner i det kejserliga hovet och inledde vad som skulle bli en framgångsrik plan för att få sin son Güyük krönt. Töregene lyckades med att avstyra ett Kurultai, mötet där en ny Storkhan utsågs, tills hon var säker på att hennes son Güyük gynnades av majoriteten. Güyük tog över tronen år 1246.

### Senare liv
Trots hennes roll i att göra Güyük till Storkhan kollapsade slutligen relationen mellan mor och son. Güyüks bror Koden anklagade Fatima för att skada hans hälsa med hjälp av häxkrafter; när Koden dog några månader senare krävde Güyük att hans mor skulle lämna över Fatima för avrättning. Töregene vägrade, och hotade Güyük med att begå självmord. Güyüks män grep Fatima och dödade henne genom att sy igen alla hennes kroppsöppningar och sänka ner henne i vatten; samtidigt dödades Töregenes anhängare i det kejserliga hovet. Inom 18 månader efter Fatimas död dog Töregene själv under oklara omständigheter.